# LA Knight
Shaun Ricker (ur. 1 listopada 1982 r. w Hagerstown w stanie Maryland) – amerykański profesjonalny wrestler, obecnie występujący w federacji WWE w brandzie Smackdown, a także kulturysta, były komandos, aktor oraz osobowość telewizyjna. Występował w reality show TNT The Hero, prowadzonym przez Dwayne'a Johnsona. Były członek federacji Global Force Wrestling, zdobywca tytułu mistrzowskiego TNA World Heavyweight Championship. W 2016 roku uzyskał tytuł TNA King of the Mountain Championship.

## Życiorys
Pochodzi z miasta Hagerstown, położonego w stanie Maryland. Zainspirowany postaciami Arnolda Schwarzeneggera i Dwayne'a Johnsona, już jako nastolatek rozwijał swoją kondycję fizyczną. Jest kulturystą.
W kwietniu 2016 roku członkowie federacji Total Nonstop Action Wrestling przyznali mu tytuł TNA King of the Mountain Championship. Podczas gali Impact Wrestling w Orlando na Florydzie Ricker pokonał Brama, zyskując medal zwycięzcy. W sierpniu 2017 Ricker zwyciężył w 20–osobowym Gauntlet fo the Gold matchu. Ostatnim przeciwnikiem, którego pokonał, był Eddie Edwards. Nagrodzono go tytułem TNA World Heavyweight Championship.
Zagrał Mario, żeniącego się kulturystę, w odcinku pt. Boyle-Linetti Wedding sitcomu Fox Broadcasting Company Brooklyn 9-9 (Brooklyn Nine-Nine, 2015).
Mieszka w Los Angeles.

## Filmografia
- 2006: Sunday Night Heat jako Dick Rick
- 2008: HWA: OutBreak jako Dick Rick
- 2008: HWA: CyberClash 3.0 jako Dick Rick
- 2008: HWA: Unbreakable jako Dick Rick
- 2010−2012: Championship Wrestling from Hollywood (reality show) jako on sam
- 2011: Anti-Marketing Scheme jako Ina Speedo
- 2013: The Hero (reality show) jako on sam
- 2015: Brooklyn 9-9 (Brooklyn Nine-Nine) jako kulturysta Mario
- 2016: Slammiversary jako Eli Drake
- 2016: Championship Wrestling from Arizona (reality show) jako on sam
- 2016−2017: TNA Impact! Wrestling jako Eli Drake
- 2017: Swole-Mates jako Eli Drake
- 2018: The Gold Rush Boogie jako Tongue Kat Ali